# 模擬試験
模擬試験（もぎしけん）とは、入学試験や資格試験の事前に受験者の能力を測定するなどの目的で行われる試験のことである。略称は模試（もし）。

## 中学入試の模試
中学受験においては、模試の代わりに本物の入学試験を受ける例もある。例えば、東京都・神奈川県の私立中学校は相互協定のために2月1日以降でないと一般入試を実施できないが、それ以外の地域の中学校は1月入試があるため、東京会場で行われる場合は、本番のリハーサルとして受けられることも多い。この場合は、近畿や四国の中学校も対象になるが、そういった遠隔地の学校に合格したとしても通わない場合が多い。そういった地域の私立中学校では、こういった「力試し受験」の受験料収入も結構うまみがある。

### 主な中学受験模試
- 日能研全国公開模試（日能研）
- 首都圏模試（首都圏模試センター）
- 合不合判定テスト（四谷大塚）

## 高校入試の模試
高校受験においては、業者テストの廃止の影響で、大規模な模試が行えなくなったといわれる。
しかしながら、合格可能性判定の材料や私立高校の入試相談会に利用する客観的な学力を示す指標として模試は根強く利用されている。

### 高校受験模試と内申点
一般的な高校受験模試では、模試会場で測られた学力を偏差値あるいは得点として算出し、それを基にして各学校の合格基準を算出しているが、受験生の内申点は加味されないため、学力が合格基準よりも高くても内申点が低いために不合格となる場合もある。一般的な模試では、学力が高い受験生は内申点も高く、学力が低い受験生は内申点も低いという前提でデータを出しているため、内申と学力がかなり乖離している受験生は、合格可能性の判断にはよりいっそう注意が必要である。ただし、近年は生徒の内申点も加味した合否判定を行う模試も出てきている。なお、一般の高校受験案内雑誌には、多くの出版社では学校の学力偏差値のみを合格基準として載せているにとどまっているが、一部の出版社では、内申点が高い場合・低い場合にも対応した合否規準を載せている。ただし、私立高校が主体の受験案内であれば、学力偏差値のみで合否判定をしていたとしても必ずしも不正確であると非難できない。

### 主な高校受験模試
- EXオープン模試（TIERRA.COM、北海道・富山県・石川県・福井県・岐阜県・愛知県・兵庫県・山口県・福岡県・長崎県・熊本県）
- 中学統一テスト（河合塾、首都圏・東海地方・中国地方・四国地方）
- 駿台学力テスト
- 全国学力テスト → 2009年度から高校受験公開模試に名称変更（能開センター）
- 北海道学力コンクール（進学舎北海道学力コンクール事務局、北海道）
- 白ゆりテスト（教文社、岩手県）
- 新みやぎ模試（宮城教育情報センター、宮城県・山形県）
- 新教研もぎテスト（新教研、福島県）
- 東大学力増進会アチーブメントテスト（東大学力増進会 → Z会、首都圏）
- 茨城県統一模試（茨城県統一模試協議会、茨城県）
- 下野新聞模試（下野新聞、栃木県）
- 北辰テスト（北辰図書、埼玉県）
- 埼玉新聞模試（埼玉新聞、埼玉県）
- Vもぎ（進学研究会、千葉県・東京都）
- 総進もぎ（総進図書、千葉県）
- 都立プレテスト（東進スクール、東京都）
- W合格もぎ（吉野創育、東京都・神奈川県）
- 神奈川全県模試（伸学工房、神奈川県）
- 新潟県統一模試（新潟県統一模試会、新潟県）
- 岐阜新聞・中学３年学力テスト（岐阜新聞情報センター、岐阜県）
- 岐阜模試（志門塾、岐阜県）
- 新統テスト（新統情報センター、愛知県）
- 愛知全県模試（愛知県高校入試問題研究会（事実上学悠出版）、愛知県）
- 進研Vもし（大阪進研、近畿地区）
- 五ツ木の模擬テスト会（五ツ木書房、近畿地区）
- 滋賀全県Vもし（大阪進研、滋賀県）
- 五ツ木・京都模擬テスト会（五ツ木書房、京都府）[注 1]
- 兵庫模試（晶学社、兵庫県）
- ヒロガク習熟度テスト（広学図書、広島県）
- フクト公開実力テスト（フクト、福岡県）
- 県模試（熊本日日新聞・熊本ゼミナール、熊本県）

## 大学入試の模試
ある程度の人数が集まる進学塾・予備校では、データを集めて統計処理を行いやすいため、模擬試験を行うことによって受験生と受験校（志望校）の学力偏差値と、受験生の合格可能性をある程度正確に判定することができる。特に、河合塾が実施する全統模試は、年間300万人近くが受験する最大の模擬試験であり、170万人が受験するTOEIC、250万人が受験する英検をも超える受験者を集めているため、強い影響力を持つ 。
大学受験の場合、模試は総合模試・志望大学別模試（冠模試）・共通テスト模試（マーク模試）の3つに大きく分類され、マーク模試と記述模試のダブル受験でドッキング判定ができる。その他に、小論文対策の小論文模試（大学別模試に含まれるものもある）がある。
また、ごくまれ（その年に1問あるかないか）にであるが、本番の試験に、模試に出された問題がほぼ完全な形で出題されることがある。そのような場合は、その問題を出題した模試を運営している業者がWeb上などで問題の的中を発表することがある。
一方で多くの模試は私立大学の問題傾向を考慮できておらず、共通テスト模試や国公立大学の問題傾向を反映した記述模試では、私立大学の合格判定を正確に出すことが難しくなっている。現状で私立大学の問題傾向を反映した模試は、東進が実施する全国有名国公私大模試や早慶上理・難関国公立大模試に限られる。

### 主な大学受験模試
- ベネッセコーポレーション
進研模試
駿台・ベネッセ模試（駿台予備学校と共催）
- 学習研究社→学研アソシエ
学研模試
- 代々木ゼミナール・JEC日本入試センター
代ゼミ模試: 全国センター模試・国公立記述模試・全国総合模試・全国論文テスト・国公立医学部模試・私立医歯薬模試・大学入学共通テスト入試プレなど
東大プレなどの、各志望大学に対応する、プレと呼ばれる模擬試験
- 河合塾・全国進学情報センター
全統模試: 全統共通テスト模試、全統記述模試・全統医進模試・全統プレ共通テスト
東大入試オープンなどの、各志望大学に対応する、オープンと呼ばれる模擬試験
プライムステージ
- 駿台予備学校・全国入試模試センター
駿台模試: 駿台全国模試、駿台全国判定模試、駿台共通テスト模試、駿台プレ共通テスト
駿台・ベネッセ模試（ベネッセコーポレーションと共催）
名大入試実戦模試などの、各志望大学に対応する、実戦模試と呼ばれる模擬試験
東大入試実戦模試、京大入試実戦模試（Z会と共催）
高校アドバンスト（Z会と共催）
- 東進ハイスクール・東進衛星予備校
東進模試: 全国高校生統一テスト、共通テスト本番レベル模試、高校生レベル模試、共通テスト同日体験受験、早慶上理・難関国公立大模試、全国有名国公私大模試、(東大・京大・北大・東北大・名大・阪大・九大・一橋大・東工大・千葉大・神戸大・広島大)本番レベル模試、大学合格基礎力判定テスト、高校レベル記述模試など
- 北九州予備校
九大プレなどの、九州・山口地区の各志望大学に対応する、プレと呼ばれる模擬試験
共通テストトライアル模試、記述トライアル模試、記述ファイナル模試、共通テストファイナル模試
- Z会
高校アドバンスト（駿台予備学校と共催）
東大入試実戦模試・京大入試実戦模試（旧即応模試→即応オープン（河合塾と共催））（駿台予備学校と共催）
- 西北出版
シニアテスト→全国高校共通テスト

#### オンライン模試
- ワオ・コーポレーション
オンライン学力テスト（能開センターの模試データを基にウェブでシミュレーション可能）

## 採用試験

### 入社試験
企業の入社試験では、YG性格検査・内田クレペリン精神検査などの性格検査が行われる場合があり、それに対するマニュアルが書籍として売られている。

### 官公庁
公務員の採用試験に特化した資格取得予備校が模試を行っている。
防衛省が行う防衛大学校、防衛医科大学校、陸上自衛隊看護学生、航空学生など高卒程度を採用する枠の採用試験は、無料で各都道府県に1ヶ所以上の会場が設けられ、10月頃と時期が早いため、国公立大学を目指す生徒の無料模試として利用されている。

## 資格試験
難関資格では資格取得予備校が模擬試験を行っている。
- 建築士
  - 予備校が模擬試験を行っている。

- 高等学校卒業程度認定試験
  - 全国統一高認模試（第一高等学院）